# 马埃
马埃（马拉雅拉姆语：മാഹി，泰米尔语：மாகே，法语：Mahé，官方名称Mayyazhi）是印度本地治里联邦属地的一个城镇。前法属印度的一部分。全個馬埃縣面积8.69平方公里，周围被喀拉拉邦所包围。2011年人口41,934（初步數字）。